# Campeonato Sudamericano de Voleibol Masculino Sub-17
El Campeonato Sudamericano de Voleibol Masculino Sub-17 es un torneo de voleibol. Es organizado por la Confederación Sudamericana de Voleibol y el país anfitrión, y está dirigido a las selecciones nacionales que integre jugadores con un máximo de 17 años de edad.

## Historial
| N.º | Año  | Sede      |           |           |          |
| --- | ---- | --------- | --------- | --------- | -------- |
| I   | 2011 | Guayaquil | Brasil    | Argentina | Chile    |
| II  | 2013 | Saquarema | Argentina | Brasil    | Colombia |
| III | 2014 | Bariloche | Argentina | Paraguay  | Chile    |
| IV  | 2023 | Araguari  | Brasil    | Argentina | Chile    |

## Medallero
- Actualizado hasta Brasil 2023

| Núm. | País      | Oro | Plata | Bronce | Total |
| ---- | --------- | --- | ----- | ------ | ----- |
| 1    | Argentina | 2   | 2     | 0      | 4     |
| 2    | Brasil    | 2   | 1     | 0      | 3     |
| 3    | Paraguay  | 0   | 1     | 0      | 1     |
| 4    | Chile     | 0   | 0     | 3      | 3     |
| 5    | Colombia  | 0   | 0     | 1      | 1     |
|      | TOTAL     | 4   | 4     | 4      | 12    |

## MVPpor edición
- 2014 –  Argentina - Federico Seia
- 2013 –  Argentina - Sferrayo
- 2011 –  Brasil - Enrico Zappoli